# Omicidio di Antonio Esposito
L'omicidio di Antonio Esposito è un fatto terroristico avvenuto a Genova il 21 giugno 1978 durante gli anni di piombo. Un nucleo di fuoco delle Brigate Rosse, costituito da tre uomini, uccise, mentre si trovava a bordo di un autobus, il commissario di polizia Antonio Esposito, dirigente del commissariato di Nervi e in precedenza impegnato nell'attività di contrasto del terrorismo di sinistra. I brigatisti dopo aver colpito la vittima, fecero fermare l'autobus e riuscirono a fuggire a bordo di un'auto pronta in attesa con un quarto terrorista. L'omicidio del commissario Esposito fu il primo attentato mortale compiuto dalle Brigate Rosse dopo la fine del sequestro Moro e fece grande impressione a Genova, città da anni al centro della sanguinosa attività terroristica dell'organizzazione.

## Antefatti

### La colonna genovese delle Brigate Rosse
Tra la fine del 1977 e l'inizio del 1978 le Brigate Rosse si trovavano in una fase di forte espansione numerica e organizzativa: dopo aver esteso la loro attività inizialmente a Milano e Torino, nel 1976, dopo un periodo di crisi seguito alla cattura da parte delle forze dell'ordine della maggior parte dei militanti del gruppo iniziale, la nuova dirigenza del Comitato Esecutivo, la struttura che coordinava a livello nazionale l'attività di lotta armata, era riuscita a costituire due nuove colonne. A Roma era in corso di pianificazione il cosiddetto "attacco al cuore dello stato" contro esponenti politici di primo piano della Democrazia Cristiana; mentre a Genova, grazie all'intervento nella città di due importanti e capaci militanti dell'organizzazione, Mario Moretti e Rocco Micaletto, era stata organizzata una efficiente e temibile colonna inserita nella realtà economica e sociale della città.
Fu proprio a Genova che i brigatisti organizzarono e portarono a termine per la prima volta un attentato mortale uccidendo l'8 giugno 1976 il giudice Francesco Coco e i due uomini della sua scorta. Questo tragico agguato rivelò la crescente pericolosità delle Brigate Rosse che invece le autorità avevano ritenuto ormai disgregate dopo i successi investigativi degli anni precedenti. La nuova colonna genovese delle Brigate Rosse, costituita da militanti locali completamente sconosciuti alle forze dell'ordine, e da alcuni dirigenti esterni trasferiti da Torino, si caratterizzò subito per la notevole efficienza clandestina, per la rigida compartimentazione e per il tentativo di sviluppare la propaganda e il proselitismo all'interno delle grandi fabbriche della città. Grazie alla rigida disciplina, alla forte determinazione ed alla radicale motivazione ideologica dei principali militanti della colonna, le Brigate Rosse a Genova furono in grado nel 1977 di incrementare la loro attività militare colpendo dirigenti industriali, forze dell'ordine e uomini politici locali senza che gli inquirenti riuscissero ad ottenere alcun successo.
Nessun brigatista fu arrestato, nessuna struttura logistica fu individuata e non furono neppure identificati i militanti principali dell'organizzazione. Il 1978 ebbe inizio con un'offensiva generale delle Brigate Rosse; mentre a Roma era imminente l'inizio della cosiddetta "campagna di primavera" che sarebbe culminata con l'agguato di via Fani e il sequestro Moro, tutte le colonne brigatiste entrarono in azione colpendo il personale e i dirigenti del sistema carcerario e attaccando alcuni funzionari di polizia attivi in precedenza nella lotta al terrorismo. Il 10 marzo 1978 a Torino, in contemporanea con l'inizio della nuova sessione del drammatico processo al gruppo "storico" dei brigatisti iniziato quasi due anni prima, un nucleo di quattro persone, tre uomini e una donna, uccise il maresciallo di Pubblica Sicurezza Rosario Berardi; inoltre anche la temibile colonna genovese stava per rientrare in azione.

### Il commissario Antonio Esposito

Il commissario Antonio Esposito

Il commissario di Pubblica Sicurezza Antonio Esposito, nato a Sarno il 30 novembre 1942, aveva servito a lungo nel nucleo antiterrorismo di Torino e si era distinto in una serie di operazioni di contrasto all'eversione di sinistra che avevano conseguito importanti successi permettendo di individuare e catturare alcuni membri del cosiddetto "nucleo storico" delle Brigate Rosse.
Egli era stato responsabile dell'Ufficio politico della Questura di Torino, dove aveva lavorato in stretta collaborazione anche con il maresciallo Rosario Berardi, ucciso dai brigatisti il 10 marzo 1978; le indagini svolte e le operazioni concluse avevano dato un contributo decisivo alle indagini e all'istruttoria che era sfociata nel processo in corso da quasi due anni a Torino che era appena ripreso dopo le sospensioni causate dall'atteggiamento ostruzionistico degli imputati, impegnati nel cosiddetto "processo guerriglia", e dai sanguinosi attentati intimidatori dei brigatisti esterni.
Inoltre il commissario Esposito e il maresciallo Berardi avevano anche concorso all'individuazione ed all'arresto in Valle d'Aosta il 27 luglio 1976 di Giuliano Naria, ritenuto inizialmente, sulla base di testimonianze oculari, uno dei componenti del nucleo brigatista autore del sanguinoso agguato di salita Santa Brigida a Genova l'8 giugno 1976 contro il magistrato Francesco Coco e i due uomini della scorta. Naria peraltro si dichiarò totalmente estraneo al triplice omicidio e non coinvolto nelle Brigate Rosse; dopo un lungo contrasto processuale e forti polemiche, Naria sarebbe stato infine giudicato estraneo alla vicenda e assolto con formula piena da tutte le accuse a suo carico nella sentenza di secondo grado dell'aprile 1985 dopo una detenzione preventiva di nove anni.
All'inizio del 1978 i nuclei antiterrorismo erano stati sciolti nel quadro della ristrutturazione in corso delle forze di polizia e dei servizi di informazione e il commissario Esposito a marzo venne trasferito a dirigere il commissariato di Nervi a Genova, mentre la moglie Anna Maria Musso, assistente di polizia, era impiegata alla Questura del capoluogo ligure. Secondo la testimonianza della moglie, sembrerebbe che il commissario Esposito avesse rilevato da qualche tempo un'auto sospetta che apparentemente aveva controllato i suoi movimenti e il percorso dell'autobus che egli utilizzava per recarsi al lavoro la mattina. Esposito era cosciente della possibile minaccia del terrorismo e pur assumendo un atteggiamento fatalista, aveva preso alcune precauzioni per individuare eventuali pedinamenti e per sviare possibili attentatori. Tuttavia il commissario generalmente non girava armato e non aveva fatto richiesta di una scorta; egli, che era altamente apprezzato dai suoi sottoposti per le capacità, la preparazione e la correttezza, aveva confidato ad un collega la sua pessimistica convinzione di essere un facile obiettivo per eventuali terroristi.

## L'assassinio sull'autobus n. 15

### I fatti del 21 giugno 1978
La mattina del mercoledì 21 giugno 1978, il commissario Esposito, dopo aver accompagnato la moglie in Questura, intorno alle ore 08.30 salì a bordo dell'autobus di linea n. 15 per recarsi al lavoro al commissariato di Nervi; egli rientrava in servizio dopo due giorni di riposo. Salito sull'autobus, si sedette negli ultimi sedili sulla piattaforma posteriore; il commissario, che non era armato, ritenne verosimilmente che da quella posizione potesse controllare meglio i passeggeri. A bordo dell'autobus 15 erano presenti una ventina di persone, in apparenza tutti normali viaggiatori dall'aspetto anonimo.
Sulla base delle ricostruzioni fornite dagli inquirenti dopo il fatto, sembra che l'autista del bus, dopo aver raggiunto il quartiere di Albaro, rallentò nei pressi della fermata di via Pisa, mentre il commissario Esposito rimaneva sulla piattaforma posteriore; poco prima della fermata due giovani, dall'apparente età di circa trent'anni, vestiti elegantemente, che sembravano parlare tra loro vicino alla portiera, improvvisamente si avvicinarono al commissario e aprirono immediatamente il fuoco da distanza ravvicinata colpendo mortalmente la vittima. Sull'autobus si scatenò il panico, l'autista fermò immediatamente l'automezzo e aprì le portiere, mentre i due uomini avrebbero continuato a colpire il commissario già caduto a terra nei pressi della portiera posteriore; quindi scesero dall'autobus e salirono a bordo di una Fiat 128 blu con un altro brigatista a bordo, che presumibilmente aveva controllato l'autobus, e si accostò mentre l'automezzo rallentava per effettuare la fermata.

L'autobus della linea 15 su cui fu ucciso dalle Brigate Rosse il commissario Esposito.

I componenti del gruppo di fuoco riuscirono quindi a fuggire e, dopo aver abbandonato quasi subito la Fiat 128, fecero perdere le loro tracce proseguendo la fuga su un'Alfa Romeo blu con targa Viterbo. Il commissario Esposito venne trasportato all'Ospedale ortopedico San Giorgio in via Pisa ma egli era già morto dopo essere stato raggiunto da almeno dieci colpi sparati da una pistola calibro 7,65 e una pistola calibro 9; le ricerche delle forze dell'ordine non diedero alcun risultato. La Fiat 128 blu fu ritrovata vicino al luogo dell'agguato e risultò rubata il giorno precedente, mentre gli identikit non diedero molte informazioni, descrivendo persone vestite con giacca e cravatta, capelli corti, senza baffi o barba, uno con gli occhiali.
Le scarse informazioni raccolte non permisero quindi inizialmente di identificare i responsabili materiali dell'agguato, e gli inquirenti parlarono anche della probabile presenza di militanti provenienti da altre regioni d'Italia estranei alla realtà genovese. Nella mattinata del 21 giugno le Brigate Rosse rivendicarono l'attentato con una telefonata al giornale Il Secolo XIX, affermando di aver "giustiziato Esposito Antonio" sull'autobus 15; due giorni dopo, lunedì 23 giugno, alle ore 13, l'organizzazione diffuse un documento di rivendicazione e di analisi politica dell'agguato, proprio mentre si svolgevano i funerali di Stato del commissario alla presenza del ministro degli Interni Virginio Rognoni e dei politici genovesi Paolo Emilio Taviani e Carlo Pastorino.
Nel documento brigatista fatto ritrovare in un cestino di rifiuti avvolto in una pagina del quotidiano l'Unità, si definiva il commissario Esposito "uomo di punta dell'apparato militare dello Stato Imperialista delle Multinazionali" e membro, prima del trasferimento a Genova, del "covo controrivoluzionario della questura torinese". Il comunicato continuava accusando la vittima di aver proseguito attività di repressione contro la classe operaia e le sue "avanguardie" anche a Genova e concludeva, dopo un appello all'unificazione del cosiddetto "movimento di resistenza offensiva" con la costituzione del "Partito comunista combattente", con una serie di violente e minacciose espressioni propagandistiche rivolte contro il "nuovo fascismo" e gli "apparati militari dello stato".
Nonostante il fallimento iniziale delle indagini, a partire dal 1980 gli inquirenti furono in grado finalmente di ricostruire dettagliatamente la dinamica del processo decisionale all'interno delle Brigate Rosse e chiarire l'esatta meccanica e le responsabilità personali del sanguinoso evento criminale. Il primo a descrivere l'agguato fu Patrizio Peci, il dirigente della colonna torinese che, catturato il 19 febbraio 1980, dopo circa un mese di detenzione decise di collaborare con i carabinieri e fornì una ricostruzione dei fatti basata principalmente sulle notizie indirette apprese da uno dei membri del Comitato Esecutivo delle Brigate Rosse, Rocco Micaletto. Peci indicò i motivi della scelta del commissario Esposito come obiettivo dell'agguato mortale; egli spiegò che la decisione brigatista discendeva in primo luogo dalla precedente attività del dirigente di polizia nei nuclei antiterrorismo di Torino e Genova che si erano mostrati efficienti nel contrasto ai gruppi eversivi di estrema sinistra.
Secondo Peci le Brigate Rosse non ritennero che l'allontanamento di Esposito dai nuclei antiterrorismo e il suo trasferimento ad un commissariato periferico avessero cambiato realmente le sue funzioni; l'organizzazione interpretò il trasferimento di Esposito, come in precedenza quello del maresciallo Berardi, come manovre di opportunità tattica per trasportare la lotta al terrorismo direttamente sul territorio sotto la guida di questi esperti funzionari che quindi divennero obiettivi prioritari da colpire. L'organizzazione riteneva in questo modo di aver svelato i piani "repressivi" dello stato e di aver intaccato la "macchina repressiva". Anche il brigatista Lauro Azzolini, all'epoca dei fatti membro del Comitato Esecutivo, ha confermato l'interpretazione fornita da Peci; egli ha descritto i timori delle Brigate Rosse per l'attività capillare in periferia dei commissariati e per la costituzione di una rete di informatori per individuare i clandestini e le strutture logistiche dell'organizzazione. Le Brigate Rosse avrebbero quindi deciso di colpire alcuni di questi esperti e capaci dirigenti, tra cui Berardi e Esposito, per frenare l'attività e interrompere il rafforzamento periferico dell'apparato di contrasto dello stato.

### Ricostruzione dell'agguato
Peci riferì nella sua testimonianza che la colonna genovese aveva studiato accuratamente le abitudini del commissario e aveva valutato in un primo momento l'eventualità di uccidere anche la moglie con la quale Esposito usciva insieme di casa tutte le mattine. Alla fine tuttavia i brigatisti decisero di colpire solo il commissario sull'autobus dopo che egli avesse lasciato la moglie nel suo luogo di lavoro in Questura. Riguardo alla meccanica dell'agguato, Patrizio Peci conosceva solo i nomi di battaglia di due dei quattro componenti del nucleo armato che egli identificò in "Roberto" e "Valentino"; secondo il suo racconto, "Roberto" sarebbe salito per primo sull'autobus alla prima fermata e si sarebbe portato nella piattaforma posteriore dove si era sistemato il commissario Esposito. Dopo altre due fermate salì sull'automezzo "Valentino" che a sua volta si spostò verso la piattaforma posteriore e si avvicinò a "Roberto"; infine dopo altre fermate sarebbe salito il terzo brigatista che invece si sistemò nella parte anteriore dell'autobus vicino all'autista. Era previsto che questo terzo brigatista costringesse il conducente ad aprire subito le porte dopo l'esecuzione dell'attentato; l'autobus sarebbe stato seguito lungo tutto il percorso da un'auto Fiat 128 guidata da un quarto brigatista.
Secondo Peci, fu "Valentino" ad aprire il fuoco per primo contro il commissario Esposito con una pistola Nagant M1895; tuttavia la vittima, aggrappatasi al corrimano dell'uscita posteriore, non cadde subito a terra e quindi intervenne anche "Roberto" con la sua pistola Browning HP che a sua volta sparò altri colpi contro il dirigente di polizia. La drammatica scena provocò il panico generale tra i passeggeri che intralciarono l'azione del terzo brigatista che non riuscì a controllare la situazione; l'autista fermò subito il mezzo e aprì le portiere, i tre terroristi poterono uscire subito dal mezzo, salirono a bordo dell'auto già pronta con il quarto componente e si allontanarono senza difficoltà. In un secondo tempo i brigatisti discussero le modalità operative dell'attentato sulla base della relazione presentata da "Roberto" e, secondo Peci, vennero evidenziate le difficoltà tecniche di un agguato all'interno di un autobus a causa dell'imprevedibilità della reazione dei passeggeri che poteva rendere l'azione difficilmente controllabile dal punto di vista dell'operatività militare.

Francesco Lo Bianco, nome di battaglia "Giuseppe".

Riccardo Dura, nome di battaglia "Roberto".

Nonostante l'importanza delle informazioni fornite da Peci, una precisa e praticamente definitiva ricostruzione dell'agguato fu tuttavia possibile per gli inquirenti soprattutto dopo l'arresto e la collaborazione di Adriano Duglio, militante della colonna genovese conosciuto con il nome di battaglia di "Eros", che affermò di aver partecipato materialmente all'attentato e di essere uno dei tre brigatisti che salirono successivamente sull'automezzo la mattina del 21 giugno 1978; la sua testimonianza è stata ritenuta quindi molto attendibile. Il racconto di Duglio non si discosta molto nelle linee generali dalla narrazione fornita in precedenza da Peci; anche lui riferì che in un primo tempo i brigatisti pianificarono di uccidere anche la moglie del commissario Esposito ma questo progetto venne poi abbandonato per timore delle reazioni negative dell'opinione pubblica e delle prevedibili conseguenze sfavorevoli dal punto di vista della propaganda. Duglio soprattutto smentì che uno dei tre brigatisti che salirono sull'autobus fosse "Valentino", che era il nome di battaglia utilizzato da Luca Nicolotti, militante torinese trasferitosi dal 1977 a Genova. Duglio confermò invece la presenza di "Roberto", il nome di battaglia di Riccardo Dura, il principale dirigente della colonna genovese, e affermò che il terzo componente del nucleo sarebbe stato "Giuseppe", lo pseudonimo con cui era conosciuto Francesco Lo Bianco.
Nella ricostruzione di Adriano Duglio alcuni particolari della dinamica dell'attentato differiscono dal racconto di Peci; egli ha riferito che fu Riccardo Dura a salire per primo sull'autobus e che questi, dopo aver individuato il commissario Esposito, si portò inizialmente sulla parte anteriore dell'autobus; la sua presenza in quel punto era il segnale convenuto in precedenza con gli altri brigatisti per confermare la presenza della vittima a bordo e per dare inizio all'azione. Quindi anche Duglio e Francesco Lo Bianco salirono sull'automezzo alla fermata successiva; a questo punto, mentre Duglio si sarebbe portato vicino all'autista, Dura e Lo Bianco si spostarono verso la parte posteriore dell'autobus per avvicinarsi al commissario.
Sarebbe stato Francesco Lo Bianco a sparare per primo contro il commissario Esposito con la pistola Nagant munita di silenziatore, mentre Duglio avrebbe subito ordinato all'autista di fermare l'autobus, intimandogli di aprire le portiere. Duglio riferisce che mentre l'azione era praticamente completata e i brigatisti stavano per uscire fuori dall'autobus, Riccardo Dura intervenne a sua volta sparando contro la vittima altri colpi con la sua pistola personale Browning HP; la partecipazione diretta di Dura non sarebbe stata prevista e sembra che egli, secondo lo schema studiato in precedenza, dovesse solo coprire Lo Bianco senza sparare, non disponendo tra l'altro di un'arma con silenziatore.
Non è chiaro se l'intervento di Dura derivò, come sembra di capire dal racconto di Peci, dalla sua percezione che Antonio Esposito non fosse stato colpito da Lo Bianco visto che il commissario, incastrato tra le strutture della portiera posteriore, non sarebbe caduto subito a terra, oppure da una sua eccessiva emotività e dal suo desiderio di intervenire personalmente sulla vittima. Anche in un'altra circostanza successiva, l'agguato mortale contro Guido Rossa, Riccardo Dura pur avendo solo compiti di appoggio, entrò in azione uccidendo la vittima subito dopo che il brigatista incaricato di ferire Rossa, Vincenzo Guagliardo, aveva già sparato e si stava sganciando. Dopo l'assassinio del commissario Esposito, i tre brigatisti, nonostante il panico scatenato tra gli altri passeggeri, scesero dall'automezzo e riuscirono ad allontanarsi su una 128 blu in attesa con alla guida un quarto componente del nucleo identificato in sede processuale in Luca Nicolotti.

## Conclusione

Anna Maria Musso, la moglie del commissario Esposito.

L'agguato mortale contro il commissario Esposito avvenne lo stesso giorno dell'entrata in camera di consiglio dei giudici del processo di Torino al cosiddetto "nucleo storico" delle Brigate Rosse che, dopo essere stato rinviato per due anni a causa dell'estrema tensione nel capoluogo piemontese a seguito di sanguinosi e minacciosi attentati brigatisti, si sarebbe finalmente concluso due giorni dopo, il 23 giugno 1978, con pesanti condanne per i terroristi detenuti. Fu il primo assassinio delle Brigate Rosse dopo il ritrovamento del corpo di Aldo Moro, il 9 maggio 1978; Antonio Esposito fu la prima vittima del terrorismo a Genova dopo l'uccisione del magistrato Francesco Coco e dei due agenti della sua scorta l'8 giugno 1976.
Il tragico fatto di sangue provocò grande emozione nella città e sembrò confermare la sanguinosa efficienza dei brigatisti e la impenetrabilità della colonna genovese; gli inquirenti mostrarono di disporre di poche informazioni sulla componente brigatista a Genova e non riuscirono per il momento a contrastare e fermare l'attività terroristica che sarebbe ulteriormente incrementata nei mesi seguenti con un crescente numero di ferimenti e omicidi. Il cardinale Giuseppe Siri espresse dolore e riprovazione per l'assassinio del commissario Esposito durante i funerali di Stato parlando della presenza di "troppi assassini", egli invocò la giustizia divina contro le "mani grondanti di sangue" e pronunciò dure parole contro "i molti altri, dietro gli assassini, che li hanno preparati, imbibiti e aizzati".
Il commissario Antonio Esposito lasciò la moglie Anna Maria Musso e i figli Raffaella e Giuseppe rispettivamente di sette e cinque anni. Lo ricordano una lapide, collocata sul luogo dell'omicidio in via Pisa, e un piccolo giardino pubblico nel quartiere di Albaro. Nonostante le difficoltà iniziali delle indagini e la costante crescita nel 1978 e 1979 dell'attività criminale della colonna brigatista di Genova, negli anni successivi, a partire dalle confessioni di Patrizio Peci e di altri militanti dell'organizzazione, i quattro componenti del nucleo operativo responsabile dell'agguato mortale, che avevano continuato la sanguinosa militanza nelle Brigate Rosse, furono tutti identificati e arrestati: Francesco Lo Bianco nel 1982, Luca Nicolotti nel 1980 e Adriano Duglio, che avrebbe collaborato con la giustizia, nel 1981; Riccardo Dura invece sarebbe morto il 28 marzo 1980 nel corso della  irruzione dei carabinieri nell'appartamento di via Fracchia a Genova.